# 沈绮颖
沈绮颖（英語：Sim Chi Yin）是新加坡籍的一名华裔自由摄影师，常年在中国工作。
沈绮颖在新加坡《海峡时报》的资助下在伦敦政治经济学院获得了硕士学位。此后成为《海峡时报》驻北京记者。离开《海峡时报》后成为自由摄影师。2010年获得玛格南基金会人权奖学金，后成为《纽约时报》等报纸的自由撰稿人。2017年成为诺贝尔和平奖摄影师，2018年获得第7届盖帝图像与克里斯·洪德罗斯基金奖。

## 生平
沈绮颖在新加坡长大，于少年时期即对摄影产生兴趣。18岁时，在新加坡《海峡时报》实习，报社提供了她一份奖学金，供其在伦敦政治经济学院学习历史与国际关系，她在此得到了硕士学位。
从2001年开始，其正式在海峡时报就职；虽然个人意愿成为一名摄影师，但报社坚持其为文字工作者。在海峡时报工作近9年后，离开这一岗位，成为了一名全职摄影师，为诸如纽约时报、国家地理在内的媒体提供图片，如2015年报道 A Chinese Miner With a Heart of Gold 的图片提供。
2007年，她从新加坡移居北京。
2014年开始，沈绮颖为七图片社成员，持续到2017年离开。
2015年，受法国《世界报》委托，进行中朝边境图们经济开发区采访，期间被抢夺相机，造成右手大拇指韧带撕裂，影响了她后续的工作。

## 作品
- Long Road Home, The: Journeys Of Indonesian Migrant Workers (2011) [6]
- 总有一天，我们会明白 (2011) - 组照
- 缅甸之春 (2012) - 组照
- 锡矿工人 (2014) - 组照
- 一個塵肺病家庭的愛與絕望  - 组照
- Dying To Breathe (2015) - 10分钟短片，拍摄执导[7]
- Most People Were Silent (2017) – 3:40 minute film with audio soundscape, directed and filmed by Sim
- 余波 (2017) - 组照